# Португалія на літніх Олімпійських іграх 1960
Португалія брала участь у Літніх Олімпійських іграх 1960 в Антверпені (Бельгія) удесяте за свою історію, і завоювала одну срібну медаль.

## Срібло
Вітрильний спорт, чоловіки — Хосе Куїна і Маріо Куїна.